# Ynes Mexia
Ynés Enriquetta Julietta Mexía (Washington, 24 maggio 1870 – Berkeley, 12 luglio 1938) è stata una botanica statunitense naturalizzata messicana, nota per la sua collezione di nuove specie di piante provenienti da aree del Messico e del Sud America e per la scoperta di un nuovo genere di Compositae.

## Biografia
Ynés Mexia nacque a Washington, D.C., il 24 maggio 1870 dal diplomatico messicano Enrique Mexia e Sarah Wilmer. Il matrimonio dei genitori si sciolse nel 1873, quando Ynés aveva tre anni e suo padre tornò a Città del Messico. Sua madre tenne i bambini, tra cui Ynés e altri sei da un precedente matrimonio, si trasferì nella contea di Limestone (l'attuale Mexia, in Texas). Ynés trascorse gran parte della sua infanzia in Texas mentre ricevette la sua istruzione secondaria nelle scuole private di Filadelfia e Ontario, Canada. All'età di 15 anni frequentò la Saint Joseph's Academy di Emmitsburg, nel Maryland; in seguito si trasferì a Città del Messico, dove visse nella hacienda di famiglia per 10 anni e si prese cura di suo padre, che morì nel 1896.  Aveva in programma di diventare una suora, ma la volontà di suo padre stabiliva che se lo avesse fatto, sarebbe stata tagliata fuori dall'eredità che condivideva con una sorellastra. Ci furono inoltre delle battaglie legali per l'eredità tra le due sorelle, l'amante di suo padre e un fratellastro.
Sposò Herman de Laue, un commerciante spagnolo-tedesco, nel 1897, ma il breve matrimonio terminò con la morte del marito, nel 1904. Anche il suo secondo matrimonio, con D. Augustin Reygados, di 16 anni più giovane, ebbe vita breve: mentre lei era in cura medica a San Francisco lui fece fallire l'attività avicola di famiglia. I due divorziarono nel 1908. Dopo la fine del suo matrimonio con Reygados, incominciò la sua carriera come assistente sociale a San Francisco. Nel 1921, si iscrisse all'Università della California - Berkeley, motivata da viaggi con il Sierra Club, dove una lezione di botanica suscitò il suo interesse per questa materia. Morì a Berkeley il 12 luglio 1938 per cancro ai polmoni dopo essersi ammalata in un viaggio di raccolta in Messico.
Ynés incominciò dunque la sua carriera all'età di 55 anni con un viaggio nel 1925 nel Messico occidentale sotto la guida di Roxanna Ferris, botanica dell'Università di Stanford. In questa spedizione raccolse 500 esemplari, tra cui diverse specie nuove per la scienza come Mimosa mexiae. Nello stesso viaggio cadde da una scogliera e si ferì, dovendo perciò interrompere la spedizione.
Nel corso dei successivi 12 anni, viaggiò in Argentina, Cile, Monte McKinley (nel 1928), Brasile (nel 1929), Ecuador (nel 1934), Perù e stretto di Magellano (nel 1935) e Messico sud-occidentale (nel 1937).
In sette spedizioni raccolse oltre 150.000 campioni  e scoprì un nuovo genere, Mexianthus e molte nuove specie.
Viaggiava spesso da sola, cosa rara per le donne nel XX secolo.
Durante il suo viaggio nel Messico occidentale, raccolse oltre 33.000 campioni, di cui 50 nuove specie. In Ecuador collaborò con la Oficina de Industrias y Exploración vegetal, parte del Ministero dell’Agricoltura dell'Ecuador per studiare gli utilizzi della palma da cera e della china. Trascorse tre mesi  con gli Araguarunas, un gruppo nativo dell'Amazzonia. Tutte queste spedizioni furono auto-finanziate mediante la vendita dei suoi esemplari d'erbario a collezionisti e istituzioni.
I suoi campioni sono conservati al Gray Herbarium dell'Università di Harvard e nel Field Museum of Natural History di Chicago.
Tenne spesso conferenze nella Bay Area di San Francisco, condividendo storie e fotografie dei suoi viaggi. Appunti sulle sue spedizioni apparivano regolarmente su The Gull, la newsletter della Audubon Society of the Pacific, tra il 1926 e il 1935. Il Bollettino del Sierra Club ha pubblicato due resoconti delle sue avventure, "Three Thousand Miles up the Amazon” (Tre mila miglia sull'Amazzonia) (SCB, 18: 1 [1933], 88-96), e "Camping on the Equator" (SCB, 22: 1 [1937], 85-91). Numerosi resoconti delle sue spedizioni furono pubblicati su Madrono, la rivista della California Botanical Society dove comparve anche il suo necrologio (Madrono, ottobre 1938, Vol. IV, n. 8, 274-275).
Era membro della California Botanical Society, del Sierra Club (la più antica e grande organizzazione ambientalista degli Stati Uniti), dell'Audubon Association of the Pacific, della Sociedad Geografica de Lima, in Perù, ed era diventata membro a vita della California Academy of Sciences. È stata anche membro onorario del Departamento Forestal y de Casa y Pesca de Mexico.
I suoi esemplari d'erbario possono essere consultati presso la California Academy of Sciences. Alcuni duplicati sono depositati presso l'Accademia di scienze naturali di Filadelfia; l'Università Cattolica di Washington, D.C .; il Field Museum of Natural History di Chicago; il Gray Herbarium dell'Università di Harvard; l'Università della California a Berkeley; e presso importanti musei e orti botanici a Londra, Copenaghen, Ginevra, Parigi, Stoccolma e Zurigo. I suoi scritti sono presso la California Academy of Sciences e presso la Biblioteca Bancroft presso la UC Berkeley.